# Alemitu Heroye
Alemitu Heroye Banata (née le 9 mai 1995) est une athlète éthiopienne, spécialiste des courses de fond. 

## Biographie
Elle se classe troisième de l'épreuve individuelle et deuxième par équipes de l'épreuve junior des championnats du monde de cross-country 2013, à Bydgoszcz en Pologne, et se classe par ailleurs cette même année troisième du 5 000 m lors des championnats d'Afrique juniors.
En 2014, elle remporte le titre du 5 000 m lors des championnats du monde juniors d'Eugene, aux États-Unis, en établissant un nouveau record personnel en 15 min 10 s 08.

### Palmarès
| Date | Compétition                            | Lieu      | Résultat | Épreuve            | Performance    |
| ---- | -------------------------------------- | --------- | -------- | ------------------ | -------------- |
| 2013 | Championnats du monde de cross-country | Bydgoszcz | 3e       | Individuel junior  |                |
| 2013 | Championnats du monde de cross-country | Bydgoszcz | 2e       | Par équipes junior |                |
| 2013 | Championnats d'Afrique juniors         | Bambous   | 3e       | 5 000 m            | 16 min 8 s 85  |
| 2014 | Championnats du monde juniors          | Eugene    | 1re      | 5 000 m            | 15 min 10 s 08 |
| 2015 | Championnats du monde de cross         | Guiyang   | 4e       | Individuel         |                |
| 2015 | Championnats du monde de cross         | Guiyang   | 1re      | Par équipes        |                |
| 2015 | Championnats du monde                  | Pékin     | 7e       | 10 000 m           | 31 min 49 s 73 |

### Records
| Épreuve | Performance    | Lieu      | Date             |
| ------- | -------------- | --------- | ---------------- |
| 3 000 m | 8 min 38 s 87  | Bruxelles | 5 septembre 2014 |
| 5 000 m | 14 min 43 s 28 | Shanghai  | 17 mai 2015      |